# František Maxián
František Maxián starší (9. listopadu 1907 Teplice-Šanov – 18. ledna 1971 Praha) byl český klavírista a pedagog, profesor na Akademii múzických umění; jeho synem je František Maxián mladší, vnukem Jan Maxián.

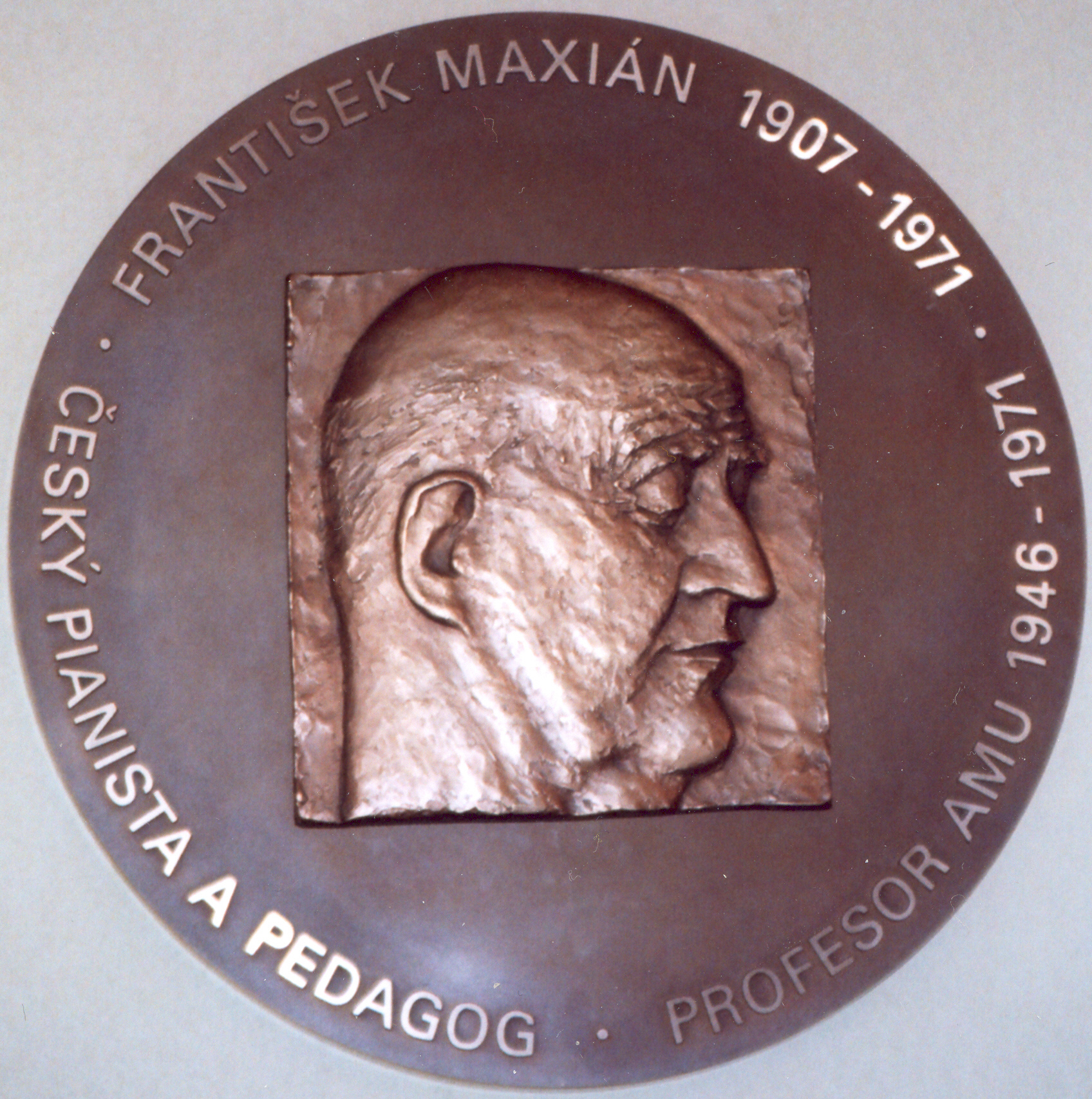
Pamětní deska na Malé Straně

## Život
Narodil se 9. listopadu 1907 v Teplicích-Šanově. Na střední škole konzervatoře byl žákem žák prof. Romana Veselého, poté studoval na pražské mistrovské škole u Viléma Kurze. Po absolutoriu se věnoval práci pianisty v Českém rozhlase. Později se pod Kurzovým vedením znova vrátil ke klavírním studiím, jimiž dorostl na pianistu mimořádného formátu. Jeho vystoupení budila pozornost jak reprodukční úrovní, tak programem, který se obracel k významným dílům klavírní literatury (např. Prokofjevův Koncert C-dur, který roku 1938 hrál za řízení samotného autora, Novákův Pan, Dvořákův Klavírní koncert v úpravě Viléma Kurze, Smetanovy České tance). V roce 1948 hrál v Anglii v Manchesteru koncert Arthura Blisse, téhož roku uspořádal koncert české hudby v Paříži. Velké oblibě se těšil v Polsku (byl zvolen místopředsedou v Chopinově soutěži ve Varšavě roce 1949). Hrál rovněž skladby soudobých autorů.
Maxián byl pianista vzácné vyrovnanosti a ukázněnosti uměleckého projevu a nevšední technické dokonalosti. Jeho podání vynikalo především mužnými rysy, klidem, železnou rytmikou a velkorysou stavebnou plastikou, k níž se dopracovával pronikavou prací myšlenkovou.[zdroj?] Tyto vynikající osobní vlastnosti ho také předurčovaly ke dráze učitelské. Je pohřben nedaleko od svého učitele Viléma Kurze ve Slavíně na Vyšehradském hřbitově v Praze.

## Pedagog
Od roku 1927 do 1928 byl činný na hudební škole v Dubrovníku, roku 1939 se stal profesorem pražské konzervatoře. V roce 1947 stál spolu s Ilonou Štěpánovou-Kurzovou u zrodu katedry klávesových nástrojů pražské Akademie múzických umění. Z jeho žáků vynikli především Jan Panenka, Peter Toperczer, Marián Lapšanský, Josef Hála, Antonín Kubálek, Eva Glancová, a další. Pro svůj rozhled, pracovní svědomitost a pianistické zkušenosti, které získal u svého učitele a prohloubil vlastním přemýšlením, byl František Maxián vedle Ilony Kurzové předním nositelem a pokračovatelem Kurzovy pedagogické tradice.